# Cyclolabus robinsoni
Cyclolabus robinsoni là một loài tò vò trong họ Ichneumonidae.